# جنگ شوش

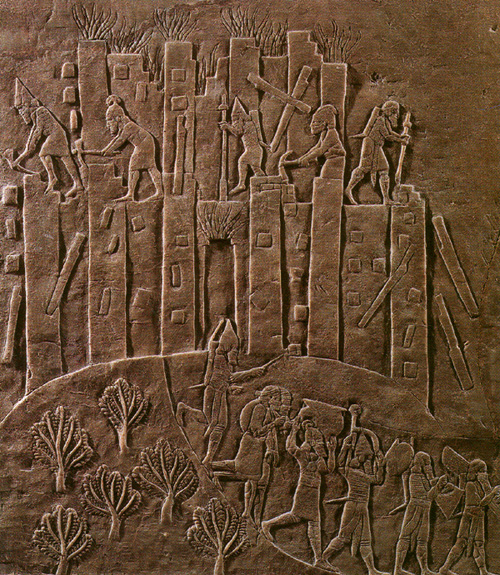
نقشی برجسته که تسخیر شوش را به دست آشور به تصویر کشیده است.

جنگ شوش آخرین جنگ مابین تمدن ایلام و امپراتوری آشوری نو بود که با پیروزی آشوربانی‌پال پادشاه نیرومند آشور، به پایان رسید. زمان این جنگ در سال ۶۴۵ پیش از میلادی
و ۶۳۶ پیش از میلادی ذکر شده‌است. در مورد زمان این جنگ اختلاف در منابع وجود دارد.
کتیبه آشور بانیپال در باره فتح و نابودی ایلام چنین می‌گوید:
تمام خاک شهر شوش و شهرهای دیگر را با توبره به آشور کشیدم و در مدت یک ماه و یک روز کشور ایلام را با همه پهنای آن، جاروب کردم. من این کشور را از چارپایان و گوسپند و نیز از نغمه‌های موسیقی بی‌بهره ساختم و به درندگان، ماران، جانوران و آهوان رخصت دادم که آن را فرو گیرند.